# Szczecin villamosvonal-hálózata
Szczecin villamosvonal-hálózata (lengyel nyelven: Tramwaje w Szczecinie) egy normál nyomtávolságú, 600 V egyenárammal villamosított villamoshálózat Lengyelország második legnagyobb városában, Szczecinben. Tizenegy vonalból áll, a teljes hossza 65,5 km. Az akkor még Stettin nevű város első villamosa 1879-ben indult el mint lóvasút. A járműveket a Tramwaje Szczecińskie (Szczecini Villamosok) üzemelteti. Közös tarifarendszer van a városi buszhálózattal.

## Jelenlegi hálózat
- 11 nappali vonal (számozása 1 és 12 között, nincs 4-es villamos)
- 3 éjszakai vonal (számozása 14 és 16 között)
- 1 nosztalgia vonal

## Járművek
A városban 204 darab villamos áll rendelkezésére, ebből 44 darab alacsony padlós.
| Kép | Típus                          | Szczecinben közlekedik | Jelenlegi darabszám |
| --- | ------------------------------ | ---------------------- | ------------------- |
|     | Konstal 105Ng/2015             | 2000                   | 12                  |
|     | Konstal 105N2k/S/2000          | 2001                   | 14                  |
|     | Protram 105N2k/D/2000 pótkocsi | 2007                   | 6                   |
|     | Tatra KT4DtM                   | 2006                   | 73                  |
|     | Tatra T6A2D                    | 2008                   | 48                  |
|     | Moderus Alfa HF 09             | 2008                   | 2 (1 pótkocsi)      |
|     | Moderus Alfa HF 10 AC          | 2011                   | 12 (6 pótkocsi)     |
|     | Pesa 120NaS                    | 2011                   | 6                   |
|     | Pesa 120NaS2                   | 2013                   | 22                  |
|     | Moderus Beta MF 15 AC          | 2014                   | 2                   |
|     | Moderus Beta MF 25 AC          | 2018                   | 2                   |
|     | Moderus Beta MF 29 AC BD       | 2020                   | 6                   |

## Viszonylatok
2020-ben ezek a villamosvonalak léteztek Szczecinben:
|    | Végállomások |
| -- | --- |
| 1  | Osiedle Zawadzkiego ↔ Potulicka Szafera – Wojska Polskiego – Piłsudskiego – Matejki – Plac Żołnierza Polskiego – Niepodległości – 3 Maja – Narutowicza – Potulicka                                                                    |
| 2  | Dworzec Niebuszewo ↔ Turkusowa Orzeszkowej – Asnyka – Kołłątaja – Wyzwolenia – Niepodległości – Wyszyńskiego – Energetyków – Gdańska – Eskadrowa – Hangarowa – Jaśminowa                                                              |
| 3  | Osiedle Zawadzkiego ↔ Pomorzany Szafera – Arkońska – Niemierzyńska – Krasińskiego – Wyzwolenia – Niepodległości – Dworcowa – Nowa – Kolumba – Chmielewskiego – Smolańska                                                              |
| 5  | Osiedle Zawadzkiego ↔ Stocznia Szczecińska Szafera – Sosabowskiego – Żołnierska – Mickiewicza – Bohaterów Warszawy – Jagiellońska – Piastów – Piłsudskiego – Matejki – Malczewskiego – Parkowa – Dubois – Firlika                     |
| 6  | Gocław ↔ Pomorzany Lipowa – Światowida – Strzałowska – Wiszesława – Dębogórska – Ludowa – Druckiego-Lubeckiego – Stalmacha – Nocznickiego – Firlika – Łady – Jana z Kolna – Nabrzeże Wieleckie – Kolumba – Chmielewskiego – Smolańska |
| 7  | Osiedle Zawadzkiego ↔ Turkusowa Szafera – Sosabowskiego – Żołnierska – Mickiewicza – Bohaterów Warszawy – Krzywoustego – Plac Zwycięstwa – Wyszyńskiego – Energetyków – Gdańska – Eskadrowa – Hangarowa – Jaśminowa                   |
| 8  | Gumieńce ↔ Turkusowa Kwiatowa – Ku Słońcu – Sikorskiego – Krzywoustego – Plac Zwycięstwa – Wyszyńskiego – Energetyków – Gdańska – Eskadrowa – Hangarowa – Jaśminowa                                                                   |
| 9  | Głębokie ↔ Potulicka Wojska Polskiego – Wawrzyniaka – Bohaterów Warszawy – Krzywoustego – Plac Zwycięstwa – Niepodległości – 3 Maja – Narutowicza – Potulicka                                                                         |
| 10 | (Głębokie ↔) Las Arkoński ↔ Plac Rodła ↔ Gumieńce (Wojska Polskiego – Arkońska –) Niemierzyńska – Krasińskiego – Wyzwolenia – Niepodległości – Plac Zwycięstwa – Krzywoustego – Sikorskiego – Ku Słońcu – Kwiatowa                    |
| 11 | Ludowa ↔ Pomorzany Ludowa – Druckiego-Lubeckiego – Stalmacha – Nocznickiego – Firlika – Dubois – Parkowa – Malczewskiego – Matejki – Piłsudskiego – Piastów – Powstańców Wielkopolskich – Budziszyńska                                |
| 12 | Dworzec Niebuszewo ↔ Pomorzany Orzeszkowej – Asnyka – Kołłątaja – Wyzwolenia – Piłsudskiego – Piastów – Powstańców Wielkopolskich – Budziszyńska                                                                                      |

## Kocsiszínek
| Név     | Viszonylatok                   | Járművek                                                                       |
| ------- | ------------------------------ | ------------------------------------------------------------------------------ |
| Pogodno | 1, 2, 3, 4, 5, 7, 8, 9, 10, 12 | KT4DtM, T6A2D, 120NaS, 120NaS2, Beta MF 15 AC, Beta MF 25 AC, Beta MF 29 AC BD |
| Golęcin | 5, 6, 11, 12                   | 105Ng2015, 105N2k/2000/S, 105N2k/2000/D, T6A2D, Alfa HF 09, Alfa HF 10 AC      |